# Bitwa pod Gabiene
Bitwa pod Gabiene – starcie zbrojne pomiędzy Antygonem Jednookim a Eumenesem z Kardii stoczone w roku 316 p.n.e. w pobliżu miejscowości Gabiene (dzis. Isfahan) w trakcie drugiej wojny diadochów.
Starły się tutaj ze sobą formacje macedońskie walczące w szyku falangi. Walczące po stronie Eumenesa tzw. Srebrne Tarcze, (oddział weteranów wojen Filipa i Aleksandra) przeprowadziły frontalny atak w zwartym szyku, rozbiły ustawione naprzeciw szeregi falangi przeciwnika, dokonawszy zwrotu w prawo z zachowaniem szyku, niczym na placu parady. Następnie zaatakowały od flanki resztę falangi, zmuszając ją do ucieczki.
W trakcie bitwy kawaleria Antygona, wykorzystując tumany kurzu, przedarła się niezauważona na tyły przeciwnika i zdobyła tabory Eumenesa. Kiedy Srebrne Tarcze zorientowały się, że utraciły wszystkich najbliższych i całość zdobyczy wojennej z wieloletniej kampanii, aresztowały Eumenesa i wydały go Antygonowi w zamian za zwrot własności. Antygon przyjął je na służbę. Oddziały 10 000 perskich żołnierzy dowodzone przez Peukestasa również przeszły na stronę Antygona. Antygon spalił żywcem Antygenesa, dowódcę Srebrnych Tarcz, zabił kilku osobistych wrogów, a następnie po pewnym wahaniu stracił samego Eumenesa. Po tych wydarzeniach Antygon okrzyknięty został królem całej Azji.

## Literatura
- John Hackett, (1989). Warfare in the Classical World. London: Sidgwick & Jackson. ISBN 0-283-99591-2.
- Frammenti di Geronimo di Cardia in: Felix Jacoby (curatore), Fragmente der Griechischen Historiker, II B, 154. Berlin : Weidmann, 1927-1958 (Leiden : Brill, 2005)